# Uwe Göllner
Uwe Gert Göllner (* 14. Februar 1945 in Friedrich-Wilhelms-Hütte) ist ein deutscher Politiker (SPD). Er war von 1996 bis 2005 Mitglied des Deutschen Bundestages.

## Leben und Beruf
Nach dem Besuch der Volksschule absolvierte Göllner eine Ausbildung zum Schornsteinfeger und arbeitete anschließend in diesem Beruf. Er legte die Prüfung zum Schornsteinfegermeister ab, wurde später Bezirksschornsteinfegermeister und war Mitglied der Kölner Schornsteinfegerinnung.
Göllner ist im Vorstand der AWO Troisdorf aktiv.

## Partei
Göllner ist seit 1967 Mitglied der SPD. Er war von 1989 bis 1995 und von 2008 bis 2010 Vorsitzender des SPD-Ortsverbandes Troisdorf sowie von 1990 bis 2005 Vorsitzender des SPD-Unterbezirks Rhein-Sieg. 1995 wurde er in den Bezirksvorstand der SPD Mittelrhein gewählt. Von 2003 bis 2006 war er Mitglied im Landesvorstand der NRW-SPD sowie im Bundesparteirat.

## Abgeordneter
Göllner gehörte dem Deutschen Bundestag vom 12. Februar 1996, als er über die Landesliste Nordrhein-Westfalen für den verstorbenen Abgeordneten Ulrich Böhme nachrückte, bis 2005 an. Von 1998 bis 2005 vertrat er im Parlament den Wahlkreis Rhein-Sieg-Kreis I als direkt gewählter Abgeordneter.

## Öffentliche Ämter
Von Mai 1975 bis 19. April 1993 war er stellvertretender Bürgermeister, danach vom 19. April 1993 bis 6. Oktober 1998 ehrenamtlicher Bürgermeister der Stadt Troisdorf. Von Oktober 2009 bis Mai 2014 war er Vorsitzender der SPD-Fraktion.